# Konoe Motomichi
Konoe Motomichi (近衛 基通?   1160 – 8 de julio de 1233) fue un kugyō (cortesano japonés de clase alta) que vivió a finales de la era Heian y comienzos de la era Kamakura. Fue miembro de la familia Konoe (derivada de la familia Fujiwara) e hijo del regente Konoe Motozane. 

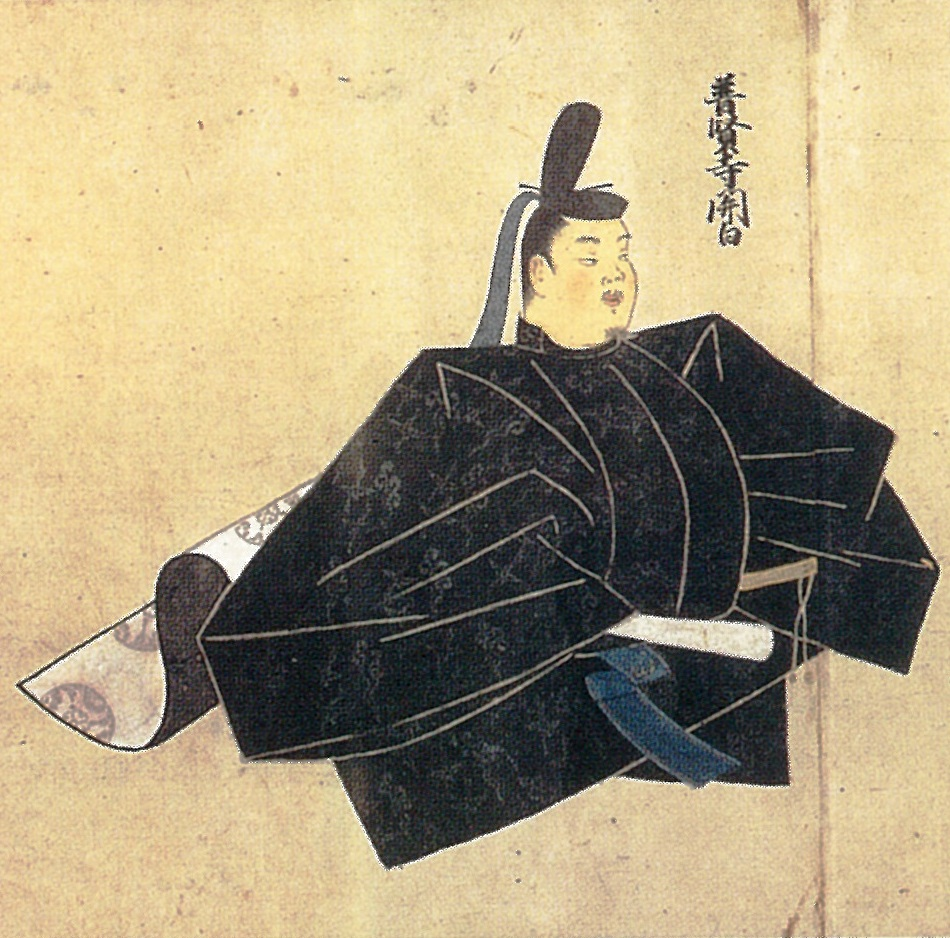
Dibujo en el que se ve a Konoe Motomichi junto unas letras japonesas

Su padre falleció joven, cuando Motomichi apenas tenía 6 años, por lo que fue adoptado por Taira no Moriko, hija de Taira no Kiyomori, líder del poderoso clan Taira. Ingresó a la corte imperial en 1170 con el rango shōgoi inferior y como chambelán, siendo promovido en 1172 al rango jushii inferior y en 1173 al rango jushii superior. En 1174 fue ascendido al rango jusanmi, convirtiéndose en cortesano de clase alta. Fue nombrado vicegobernador de la provincia de Mimasaka y ascendido al rango shōsanmi en 1175, luego a junii en 1176 y por último a shōnii en 1179. Posteriormente en 1190 fue ascendido a juichii.
En noviembre de 1179, luego del golpe que provocó Kiyomori contra el reinado enclaustrado (insei) del Emperador Retirado Go-Shirakawa por disputas del poder, Motomichi fue nombrado naidaijin y kanpaku (regente) del Emperador Takakura. Luego en 1180 tras la abdicación de Takakura, se convertiría en sesshō (regente) del infante Emperador Antoku, nieto de Kiyomori y de apenas 2 años de edad. 
Habiendo muerto Kiyomori en 1181, y en medio de la coyuntura de las Guerras Genpei, el poder del clan Taira se desmoronó y la facción rival liderada por Minamoto no Yoshinaka llegó a Kioto en 1183, tomando la capital y a pesar de que el emperador logró huir, Motomichi se mantuvo en Kioto siendo destituido como regente. Eventualmente, Motomichi decidió al final de la guerra civil pasarse al bando del Emperador Retirado Go-Shirakawa, por lo que luego de la derrota del clan Taira y la muerte del Emperador Antoku en 1184, se convirtió en líder del clan Fujiwara y regresó a ser sesshō del joven Emperador Go-Toba hasta 1186, cuando fue reemplazado por Kujō Kanezane, aunque Motomichi mantenía el patronazgo del Emperador Retirado Go-Shirakawa hasta su muerte en 1191.
En 1196, tras un incidente que apartó del poder a Kanezane gracias a Minamoto no Michichika, Motomichi volvió como kanpaku del Emperador Go-Toba hasta su abdicación en 1198, luego se convirtió en sesshō del joven Emperador Go-Tsuchimikado. Mantuvo el cargo hasta 1202, cuando fue reemplazado por Kujō Yoshitsune, quien era allegado al Emperador Retirado Go-Toba y no fue hasta 1206, cuando Motomichi comenzó a ejercer poder a través de la regencia de su hijo Konoe Iezane.
En 1208 abandonó su vida como cortesano y se convirtió en monje budista (shukke) bajo el nombre de Kōri (行理?), y falleció en 1233. Tuvo como hijos al regente Konoe Iezane, al cortesano Takatsukasa Kanemoto y a los monjes Enjō y Jōchū, entre otros.